# Jasmin Eder
Jasmin Eder (Bécs, 1992. október 8. –) osztrák női válogatott labdarúgó, az SKN St. Pölten támadója.

## Pályafutása

### A válogatottban
Szlovákia ellen szerepelt 2011. augusztus 24-én első alkalommal a válogatottban. Az Algarve-kupán 2014-ben három, a 2016-os osztrák győzelemmel zárult Ciprus-kupán négy, a 2017-es Európa-bajnokságon egy mérkőzésen léphetett pályára.

## Sikerei, díjai

### Klubcsapatokban
Osztrák bajnok (8):
- FSK/SKN St. Pölten (8): 2014–15, 2015–16, 2016–17, 2017–18, 2018–19, 2019–20, 2020–21, 2021–22

 Osztrák kupagyőztes (7): 
- FSK/SKN St. Pölten (7): 2013–14, 2014–15, 2015–16, 2016–17, 2017–18, 2018–19, 2021–22

### A válogatottban
Ausztria
- Ciprus-kupa győztes: 2016[2]